# ГЕС Shātuó
ГЕС Shātuó (沙沱水电站) — гідроелектростанція у центральній частині Китаю в провінції Ґуйчжоу. Знаходячись між ГЕС Сілін (вище по течії) та ГЕС Пеншуй, входить до складу каскаду на річці Уцзян — великій правій притоці Янцзи.
У межах проєкту річку перекрили греблею з ущільненого котком бетону висотою 101 метр та довжиною 631 метр. Вона утримує водосховище з об'ємом 921 млн м3 (корисний об'єм 287 млн м3) і припустимим коливанням рівня поверхні в операційному режимі між позначками 353,5 та 365 метрів НРМ.
Пригреблевий машинний зал обладнали чотирма турбінами типу Френсіс потужністю по 280 МВт, які забезпечують  виробництво 4552 млн кВт·год електроенергії на рік.
Для забезпечення судноплавства комплекс обладнали судопідйомником, котрий може переміщувати 500-тонні баржі на висоту у 75 метрів.